# Suszczewski Cove
Die Suszczewski Cove (englisch; polnisch Zatoka Suszczewskiego) ist eine Bucht an der Südküste von King George Island im Archipel der Südlichen Shetlandinseln. In der Admiralty Bay liegt sie zwischen dem Rakusa Point und dem Llano Point an der Front des Ecology Glacier.
Polnische Wissenschaftler benannten sie nach dem polnischen Polarforscher Stanisław Rakusa-Suszczewski (* 1938).